# Donald Wade, Baron Wade
Donald William Wade, Baron Wade (* 16. Juni 1904 in Ilkley, West Yorkshire; † 6. November 1988) war ein britischer Politiker der Liberal Party, der vierzehn Jahre lang Abgeordneter des House of Commons war und 1964 als Life Peer aufgrund des Life Peerages Act 1958 Mitglied des House of Lords wurde.

## Leben
Wade absolvierte nach dem Besuch der Mill Hill School in London ein Studium der Rechtswissenschaften am Trinity College der University of Cambridge. Im Anschluss war er zunächst als Lecturer an der University of Leeds tätig, ehe er als Solicitor arbeitete sowie später Partner eines Unternehmens in Leeds wurde.
Wade wurde als Kandidat der Liberal Party bei den Unterhauswahlen vom 23. Februar 1950 erstmals als Abgeordneter in das House of Commons gewählt und vertrat in diesem nach mehreren Wiederwahlen bis zu seiner Niederlage bei den Unterhauswahlen am 15. Oktober 1964 den Wahlkreis Huddersfield West.
Während seiner Parlamentszugehörigkeit wurde er 1956 als Nachfolger von Joseph Grimond Parlamentarischer Geschäftsführer (Chief Whip) der Fraktion der Liberalen Partei im Unterhaus. Diese Funktion übte er bis 1962 aus und wurde dann von Arthur Holt abgelöst, während zwischen 1962 und 1964 den wieder geschaffenen Posten des stellvertretenden Vorsitzenden der Liberal Party bekleidete sowie zeitgleich stellvertretender Vorsitzender der Fraktion der Liberalen im Unterhaus (Deputy Leader Liberal Parliamentary Party) war.
Nach seinem Ausscheiden aus dem Unterhaus wurde Wade durch ein Letters Patent vom 28. Dezember 1964 aufgrund des Life Peerages Act 1958 als Life Peer mit dem Titel Baron Wade, of Huddersfield in the County of Yorkshire, in den Adelsstand erhoben und gehörte damit bis zu seinem Tod dem House of Lords als Mitglied an.
In der Folgezeit war er zuerst von 1965 bis 1967 stellvertretender Parlamentarischer Geschäftsführer (Deputy Whip) der Liberalen im Oberhaus, ehe er im Anschluss 1967 Nachfolger von Michael Eden, 7. Baron Henley als Präsident der Liberalen Partei wurde. Diese Funktion hatte er ein Jahr lang bis zu seiner Ablösung durch Desmond Banks, Baron Banks 1968 inne.

## Veröffentlichungen
- Liberalism: Its Task in the 20th Century, 1945
- Our Aim and Purpose, 1961
- Law and Order, 1970, ISBN 9780900520075
- Yorkshire Survey: A Report on Community Relations in Yorkshire, 1971
- Europe and the British Health Service, 1974
- Behind the Speaker’s Chair, 1978, ISBN 9780900116100